# Legenda Pięciu Kręgów
Legenda Pięciu Kręgów (ang. Legend of the Five Rings) – kolekcjonerska gra karciana (stworzona w 1995) oraz gra fabularna (1ed. 1997, 2 ed. 2000, 3 ed. 2005, 4 ed. 2010) stworzone przez Johna Wicka i wydane przez firmę Alderac Entertainment Group. Akcja obydwu dzieje się w krainie fantasy zwanej Rokuganem. Jest ona stylizowana na feudalną Japonię i wykorzystuje popularne stereotypy o tym kraju.
Nazwa systemu jest nawiązaniem do traktatu pod tytułem Księga Pięciu Kręgów poświęconemu sztuce szermierki. Autorem owej pozycji jest Miyamoto Musashi – uznany za jednego z najlepszych szermierzy w historii Japonii, założyciela szkoły Hyoho Niten Ichi-ryu (styl ten również znajduje odbicie w grze).
Przez pewien czas wydawana była osadzona w realiach Rokuganu gra bitewna Clan War.

## Legenda Pięciu Kręgów – gra fabularna
Gra fabularna Legendy Pięciu Kręgów została wydana w Polsce w 2000 r. (po raz pierwszy sprowadzona została do Polski przez wydawnictwo Tori, po jego upadku kontynuowana przez Portal, a następnie Wolf Fang). Ostatnia z firm sprowadziła do kraju także karcianą wersję gry. Oprócz tego Rokugan jest również podstawowym światem dodatku Krainy wschodu do trzeciej edycji gry fabularnej Dungeons & Dragons tworzonej przez Wizards of the Coast, zaś w Polsce wydawanej przez wydawnictwo ISA.
Gracze wcielają się w szlachetnie urodzonych przedstawicieli stanu samurajskiego, przedstawicieli jednego z siedmiu wielkich klanów lub licznych klanów pomniejszych (choć nie wykluczona jest również możliwość gry mnichem). Kładzie to duży nacisk na specyficzny etos i system zachowań postaci związany z kodeksem Bushidō. Mieszkańcy Rokuganu – krainy fantasy będącej mieszanką feudalnej Japonii, Chin oraz innych wschodnich kultur widzianych przez pryzmat człowieka zachodu.
Klany i wpływowe osoby zmagają się o jak największe wpływy, knują intrygi, często wykorzystują w tym celu podlegających im samurajów. Sami samurajowie, gdy tylko nie wykonują poleceń przełożonych, zajmują się doskonaleniem swoich umiejętności; poezją, sztuką rozmowy, składania papieru, ikebany, szermierką, polowaniem. Samurajowie, którzy zostali pozbawieni swojego miejsca w „niebiańskim porządku” zwani są rōninami – ludźmi fali, najczęściej borykają się ze złą sytuacją materialną i niechęcią społeczności, w której każdy komuś służy, z wyjątkiem samego Cesarza.
Istnieje siedem wielkich klanów:
- Klan Feniksa – Klan, którego założyciel spisał przebieg rozmowy Shinsei z Cesarzem - traktat ten jest najważniejszą pozycją kształtującą umysłowość znakomitej większości mieszkańców Rokuganu. Większość Feniksów to shugenja - kapłani potrafiący prosić duchy (kami) o pomoc pod różnymi postaciami. Barwy tego klanu to czerwony i żółty.
- Klan Kraba – Samurajowie tego klanu w większości oddają się obronie Muru Kaiu - wielkiego muru na południu krainy zbudowanego dla obrony przed potworami nasyłanymi na Rokugan przez złego Fu Lenga. Barwy tego klanu to czarny i granatowy.
- Klan Lwa – Założyciel tego klanu spisał kodeks bushido - będący wytycznymi do postępowania dla każdego honorowego Samuraja. Klan Lwa dysponuje największą armią w Rokuganie. Barwy tego klanu to brązowy i żółty.
- Klan Jednorożca – Pod wodzą pani Shinjo przedstawiciele ludu Ki-Rin (później nazwanego klanem Jednorożca) wyruszyli poza Rokugan by odkryć tajemnice świata. Po kilkuset latach nieobecności powrócili niemal jako zupełnie obcy. Dziś wciąż „nadrabiają zaległości” próbując dostosować się do kultury swoich dawnych braci. Barwy tego klanu to fioletowy i złoty.
- Klan Skorpiona – Przedstawiciele tego klanu kryją twarze za maskami. Maski są tradycją nawiązującą do założyciela i symbolizują, że osobie za maską nie wolno ufać. Klan Skorpiona słynie z wspaniałych dyplomatów. Jego barwy to czerwony i czarny.
- Klan Smoka – Klan ten zamieszkuje góry na północy Rokuganu. Uchodzą za najbardziej tajemniczy i zagadkowy z klanów. To tutaj narodziła się szkoła szermierki, której adepci walczą dwoma mieczami jednocześnie. Barwy tego klanu to zielony i złoty.
- Klan Żurawia – Klan dyplomatów, artystów i szermierzy. Pławiące się w bogactwie Żurawie, słynące z talentów w wymienionych dziedzinach, należą do najbardziej wpływowych w Rokuganie. Barwy tego klanu to niebieski i srebrny.

Wraz z rozwojem systemu zwiększano jednak liczbę dostępnych stronnictw. Tak więc obecnie do Wielkich Klanów zalicza się także:
- Klan Modliszki – pojawia się on już w pierwszych podręcznikach do Legendy 5 Kręgów, gdzie przedstawiany jest jako mało ważna rodzina kupców i żeglarzy. Drugą edycja systemu zalicza go w poczet Wielkich Klanów jako ósme stronnictwo.
- Klan Pająka – został wprowadzony w 2008 roku. Mimo że z technicznego punktu widzenia nie stanowi klanu, a raczej luźną gromadę samurajów, zaś jego członkowie posługują się tą nazwą nielegalnie, przez podręczniki do systemu traktowany jest jako dziewiąty, wielki klan. Jego członkowie opierają swą siłę na użyciu czarnej magii oraz machinacjach politycznych[2].

Obok wielkich klanów w Rokuganie istnieje też kilka innych, mniej znacznych stronnictw. Do najważniejszych z nich należą: Pomniejsze Klany, czyli kilkanaście niedużych związków rodowych, Rody Cesarskie, czyli rodziny samurajów służące Cesarzowi oraz Bractwo Shinsei, czyli mnisi wyznający religię podobną do Buddyzmu. Późniejsze dodatki wprowadziły też możliwość gry rasami nieludzi zaczerpniętymi z azjatyckiego folkloru.
W opozycji do Rokuganu istnieją Krainy Cienia. Jest to region znajdujący się we władzy złego boga Fu Lenga nawiedzany przez nieumarłych, demony i liczne potwory.
Mechanika gry wykorzystuje kości dziesięciościenne we wszystkich edycjach z wyjątkiem drugiej, która wykorzystuje kości dwudziestościenne. W przeciwieństwie do klasycznego systemu D&D w Legendzie Pięciu Kręgów (nieco podobnie jak w Cyberpunku) znaczny wzrost umiejętności i poziomu cech postaci powoduje, że akcje banalnie proste w wykonaniu eksperta nie mogą się nie powieść (nie ma rzutów krytycznie złych) - za każdy poziom cechy lub umiejętności rośnie bowiem liczba kostek, którymi się rzuca, a poziom cechy określa, jaką liczbę kostek z każdego rzutu można zatrzymać, by obliczyć końcowy rezultat.
W Polsce ukazały się w języku polskim następujące pozycje pierwszej edycji Legendy Pięciu Kręgów:
- Legenda Pięciu Kręgów - Wydanie zwykłe (Tori), wznowienie (Wolf Fang), wersja kolekcjonerska (Wolf Fang)
- Dziennik Podróży - Wersja uniwersalna, dla Klanu Jednorożca, dla Klanu Żurawia
- Droga Żurawia
- Droga Jednorożca
- Honor o zmierzchu
- Kodeks Bushido
- Droga Kraba
- Droga Smoka
- Droga Skorpiona
- Droga Lwa